# Belemnacanthus
Belemnacanthus is een geslacht van grote, uitgestorven, tonvormige holonematide arthrodire placodermen uit verouderde lagen uit het Midden-Devoon (Givetien) van de Eifel, Duitsland. Belemnacanthus giganteus is alleen bekend van het holotype, een gedeelte van zevenendertig centimeter van een mediane dorsale plaat met een lange, enigszins hoge, gebogen kam die langs de mediane lijn van de buiten-/dorsale zijde van de plaat loopt. De plaat heeft een versiering van richels die afkomstig zijn van een punt achter het bewaarde gedeelte van de mediane dorsale plaat. Voordat de plaat werd geïdentificeerd als die van een holonematide, was de plaat van Belemnacanthus giganteus achtereenvolgens beschreven als een enorme ruggengraat van een elasmobranchiide, een Agnatha, en ten slotte de plaat van een antiarch.